# Equazione differenziale algebrica
In matematica, un'equazione differenziale algebrica, anche detta differential algebraic equation o DAE, è una forma generale di equazione differenziale in cui le derivate non sono espresse in forma esplicita, a differenza dei sistemi ODE. Tipicamente le derivate di alcune variabili dipendenti possono non apparire affatto nelle equazioni. La forma generale di un sistema DAE è data da:
{\displaystyle \mathbf {F} \left(t,\mathbf {y} (t),\mathbf {y'} (t)\right)=\mathbf {0} }
con:
{\displaystyle \mathbf {y'} (t)={\frac {d\mathbf {y} (t)}{dt}}\qquad \mathbf {y} \in \mathbb {R} ^{m}}
I sistemi DAE sono utili per descrivere una classe di sistemi fisici più ampia di quelli descritti dal tradizionale sistema dinamico (insiemi di ODE), prevedendo anche la possibilità di vincoli algebrici sulle variabili di stato. Spesso la scrittura di modelli matematici di sistemi fisici risulta molto più naturale in termini di un sistema DAE: si pensi a tutti i casi in cui il modello scaturisce dall'aggregazione di modelli elementari (per esempio la connessione rigida di due o più masse) oppure vi siano vincoli espliciti sulle variabili (come la somma nulla delle correnti in un sistema trifase collegato a stella).
I sistemi DAE sono ricorrenti in tante branche delle scienze, ma la letteratura non è omogenea nella terminologia: ci si riferisce ad essi anche come sistemi impliciti, non causali o vincolati.

## Forme particolari

### ODE implicito
Se la matrice {\displaystyle {\frac {\partial \mathbf {F} (t,\mathbf {y} ,\mathbf {v} )}{\partial \mathbf {v} }}} non è singolare, si può esplicitare {\displaystyle \mathbf {y'} }, riconducendosi a un classico sistema vettoriale ODE:
{\displaystyle \mathbf {y'} =\mathbf {f} (t,\mathbf {y} )}
Notare che l'esistenza di vincoli espliciti sulle variabili rendono singolare lo Jacobiano.

### DAE semi-esplicito
Un DAE semi-esplicito è un sistema ODE con dei vincoli espliciti sulle variabili:
{\displaystyle \left\{{\begin{matrix}\mathbf {x'} =\mathbf {f} (t,\mathbf {x} ,\mathbf {z} )\\\mathbf {g} (t,\mathbf {x} ,\mathbf {z} )=\mathbf {0} \end{matrix}}\right.}
dove {\displaystyle \mathbf {x} } è un vettore di variabili differenziali, mentre {\displaystyle \mathbf {z} } è un vettore di variabili algebriche.

### DAE lineare a coefficienti costanti
Un sistema DAE lineare a coefficienti costanti si presenta nella forma:
{\displaystyle A\mathbf {y'} +B\mathbf {y} =\mathbf {f} }
{\displaystyle A,B\in \mathbb {R} ^{m\times m}}
Si dimostra che un DAE lineare a coefficienti costanti è risolvibile se e solo se il fascio di matrici {\displaystyle sA+B} è regolare.

## Condizioni Iniziali
A differenza dei sistemi ODE, le condizioni iniziali non possono essere assegnate in modo arbitrario: devono cioè essere consistenti.
Le condizioni iniziali sono una soluzione del sistema di equazioni nella forma:
{\displaystyle \mathbf {F} \left(0,\mathbf {y} (0),\mathbf {y'} (0)\right)=\mathbf {0} }
Le condizioni iniziali, per essere consistenti, devono quindi soddisfare sia i vincoli espliciti che eventuali vincoli impliciti introdotti con la derivazioni di tali vincoli.

## Soluzione dei DAE
Si possono usare dei software per risolvere questo tipo di problemi. Alcuni di essi sono Modelica (il più usato per simulare modelli acausali), ABACUSS, EMSO, APMonitor, Sim42 e altri.
Uno dei problemi maggiori nella soluzione dei DAE è quello della riduzione dell'indice: la maggior parte dei solutori numerici richiedono infatti dei sistemi di equazioni differenziali ordinarie (ODE) della forma:
{\displaystyle \left[{\frac {dx}{dt}},{\frac {dy}{dt}}\right]^{T}=g(x,y,t)}
Convertire sistemi DAE in ODE è un problema non banale. Le tecniche che possono essere impiegate includono l'algoritmo di Pantelides e il metodo delle derivate fittizie.